# Petit mars changeant
Pour la commune, voir Petit-Mars.
Apatura ilia
Espèce
Le Petit mars changeant (Apatura ilia) est une espèce de lépidoptères (papillons) de la famille des Nymphalidae et de la sous-famille des Apaturinae.

## Description

### Imago
L'imago d’Apatura ilia est un grand papillon, dont l’envergure atteint généralement entre 60 et 70 mm chez le mâle.
La face supérieure des ailes est brun sombre, ornée chez le mâle de reflets bleu-violet métalliques. On y observe une bande postdiscale claire sur les ailes postérieures, ainsi que plusieurs taches claires sur les ailes antérieures. Ces motifs clairs varient selon les formes : ils sont blancs sur les papillons de la forme nominale ilia, et fauve clair chez la forme clytie.
Dans les deux cas, l'aile antérieure présente également un ocelle orangé caractéristique, qui permet de distinguer l'espèce du Grand mars changeant (Apatura iris). Un ocelle similaire est visible sur l'aile postérieure, commun aux deux espèces.
Le revers des ailes antérieures est brun, tandis que celui des ailes postérieures un ton marron terne, ponctué, comme chez le Grand mars, d’un ocelle orange centré de noir.

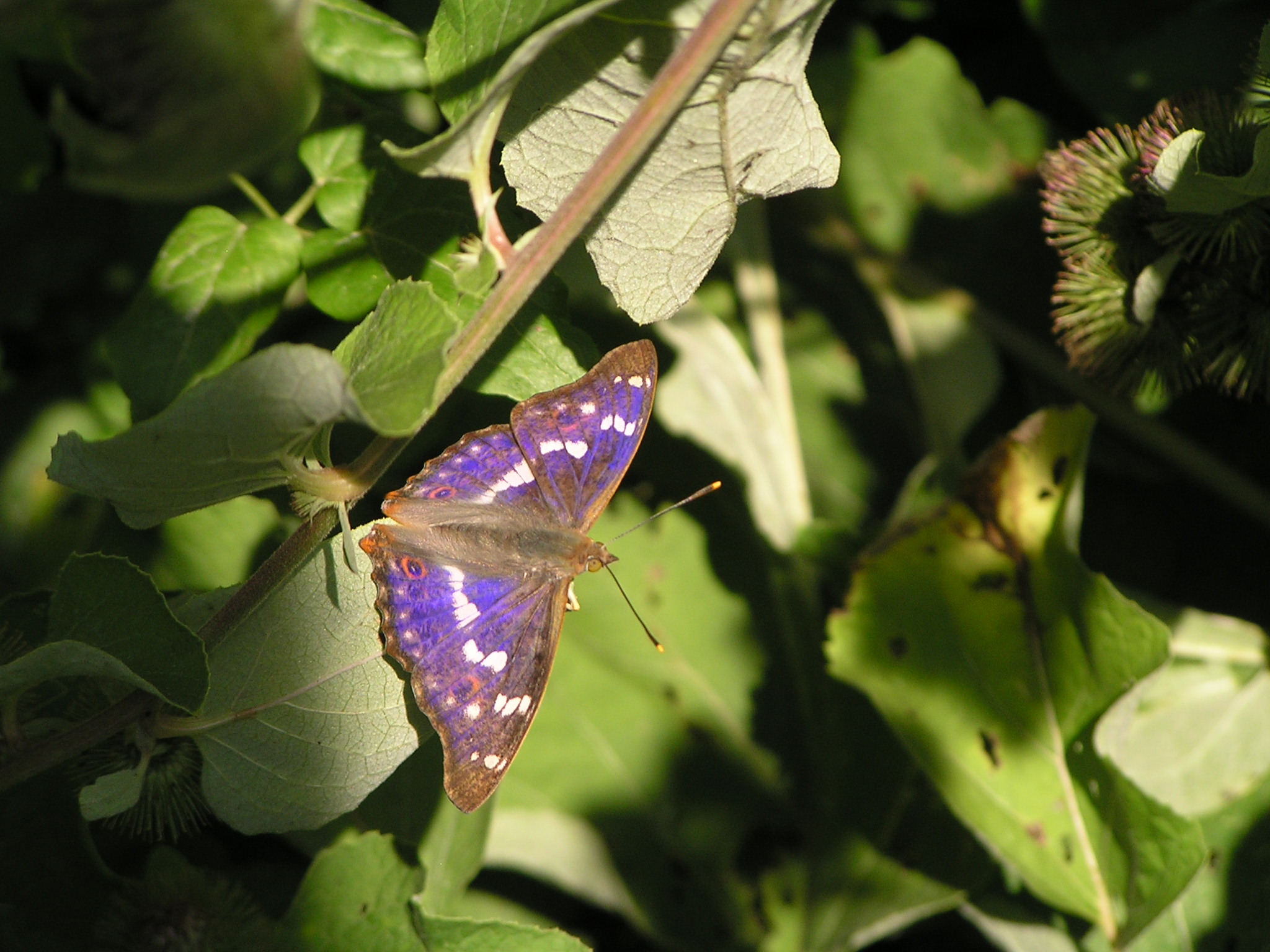
Imago de la forme ilia, face supérieure
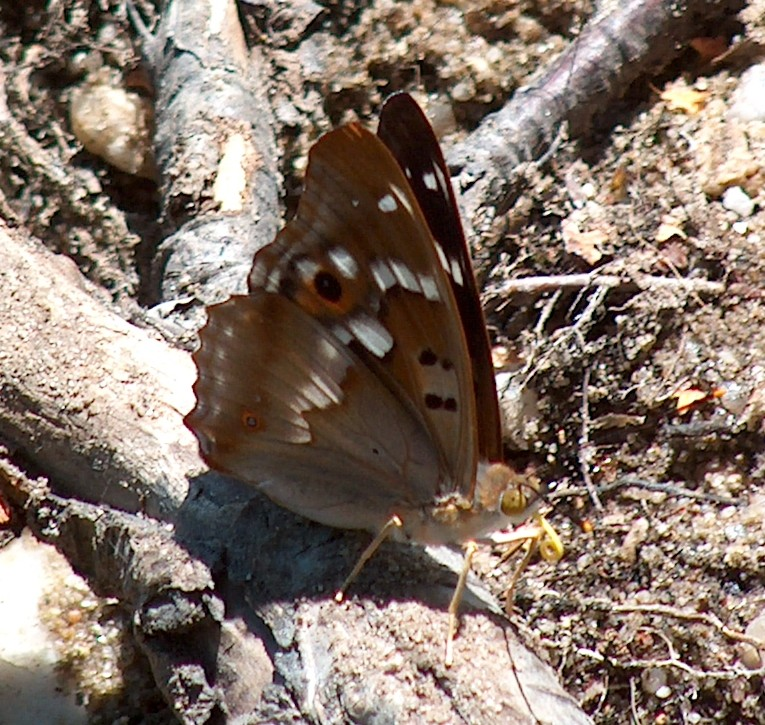
Imago de la forme ilia, face inférieure
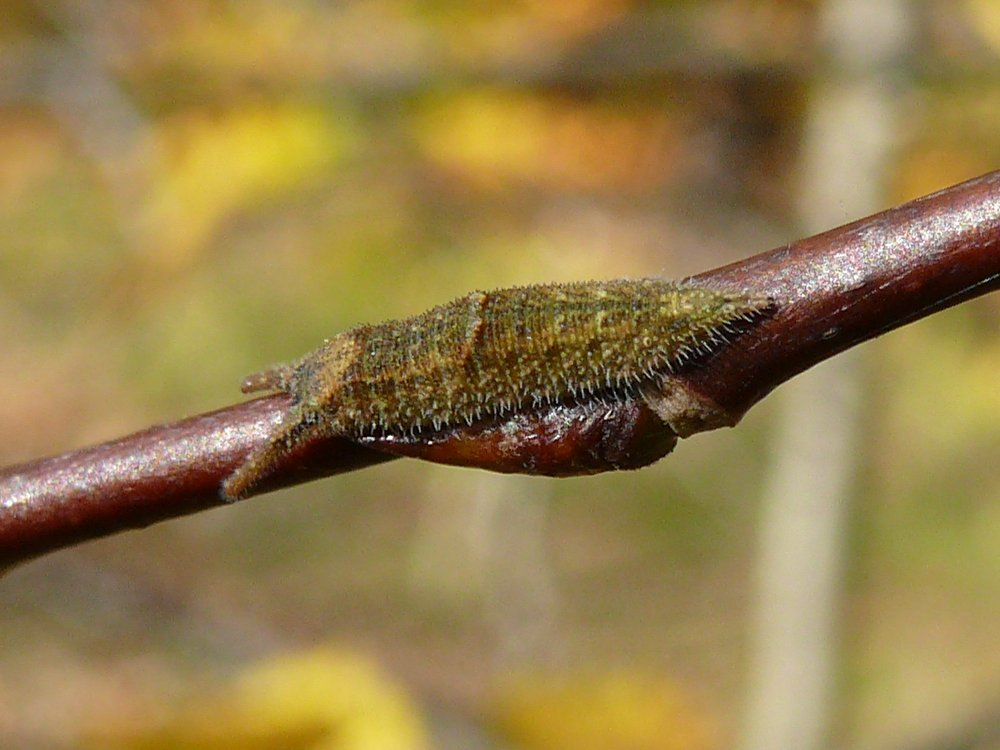
Jeune chenille
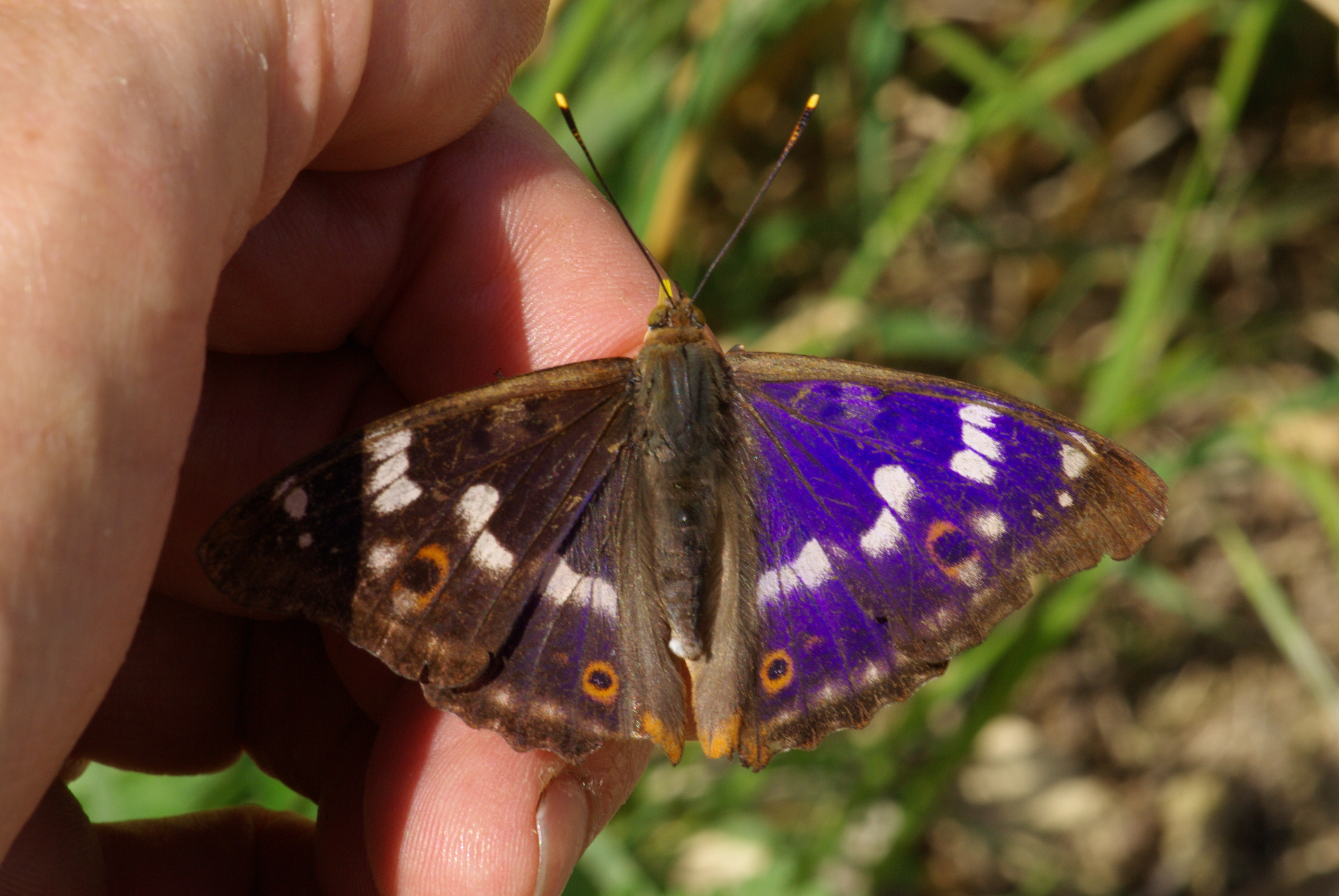
Reflet violet du Petit mars changeant.

### Premiers stades
Les œufs pondus isolément sur les feuilles, ont une forme de petit dôme côtelé. Ils sont de couleur verte, avec un sommet teinté de violet.
La chenille présente une tête verte, ornée d’une paire de cornes brun-jaune. Son corps, également vert, est marqué de deux lignes latéro-dorsales rouges et jaunes, assorties de stries des côtés de l'abdomen. Selon les conditions, la chenille peut soit se nymphoser directement, soit évoluer vers un stade de brun, adapté à l’hivernation.
La chrysalide, de teinte vert grisâtre, est généralement suspendue à une feuille ou à une brindille.

## Biologie

### Période de vol et hivernation
Il vole de mai à septembre en une ou deux générations. Il se nourrit principalement du miellat produit par les arbres et vole près de leur sommet. Il ne descend au sol que pour rechercher de l'humidité, du miellat d'arbustes ou des excréments.
L’espèce hiverne au stade de jeune chenille, devenue brune, fixée contre une brindille.

### Plantes hôtes
Les plantes hôtes sont des saules et des peupliers, en particulier Populus tremula et Populus nigra.

## Écologie et distribution
Il est présent sur la majeure partie de l'Europe et de l'Asie, jusqu'au Japon. Cependant il est absent des îles méditerranéennes européennes et des régions les plus au sud, de la majorité de l'Espagne et du Portugal, du sud de l'Italie et de la Grèce, comme des pays nordiques (Danemark, Norvège, Pologne, nord de l'Allemagne). Sa présence a toutefois été constatée en Suède depuis le printemps 2019.
Le Petit mars changeant est présent dans tous les départements de France métropolitaine excepté la Corse et les deux départements du Finistère et des Côtes-d'Armor.
Cette espèce  fait partie d'un groupe de 35 papillons européens pour lesquels les écologues disposaient de données jugées suffisantes pour évaluer les éventuels déplacements de leurs aires de répartition en Europe,  Sur ces 35 papillons étudiés, Apatura ilia a fait figure d'exception : c'est la seule espèce qui ait vu les limites nord de son aire légèrement descendre vers le sud (alors que sa limite sud restait stable).

### Biotope
Le Petit mars changeant ne prospère que dans des bois à bonne naturalité, des forêts ou des lisières de clairières intérieures.

## Systématique
L’espèce Apatura ilia a été décrite par les entomologistes Johann Nepomuk Cosmas Michael Denis et Ignaz Schiffermüller en 1775, sous le nom initial de Papilio ilia. 

### Synonymes
- Papilio ilia Schiffermüller, 1775 Protonyme
- Apatura barcina (Verity, 1927)[7]

### Taxinomie
Liste des sous-espèces
- Apatura ilia ilia
- Apatura ilia barcina
- Apatura ilia clytie  Matsumura, 1907
- Apatura ilia extensa  Le Moult, 1947
- Apatura ilia herastituta  O. Bang-Haas, 1936
- Apatura ilia here  Felder, 1862
- Apatura ilia hereoides  O. Bang-Haas, 1933
- Apatura ilia huapingensis Yoshino, 1998
- Apatura ilia phaedra  Leech, 1892
- Apatura ilia praeclara  Bollow, 1930
- Apatura ilia pusilla  O. Bang-Haas, 1936
- Apatura ilia serarum  Oberthür
- Apatura ilia sobrina  Stichel
- Apatura ilia subsobrina  Mell, 1952
- Apatura ilia szechwanensis  Le Moult, 1947
- Apatura ilia ussuriensis (Kurenzov, 1937)
- Apatura ilia yunnana Mell, 1952[8]
- Apatura ilia yunnanensis (Le Moult, 1947)[9].

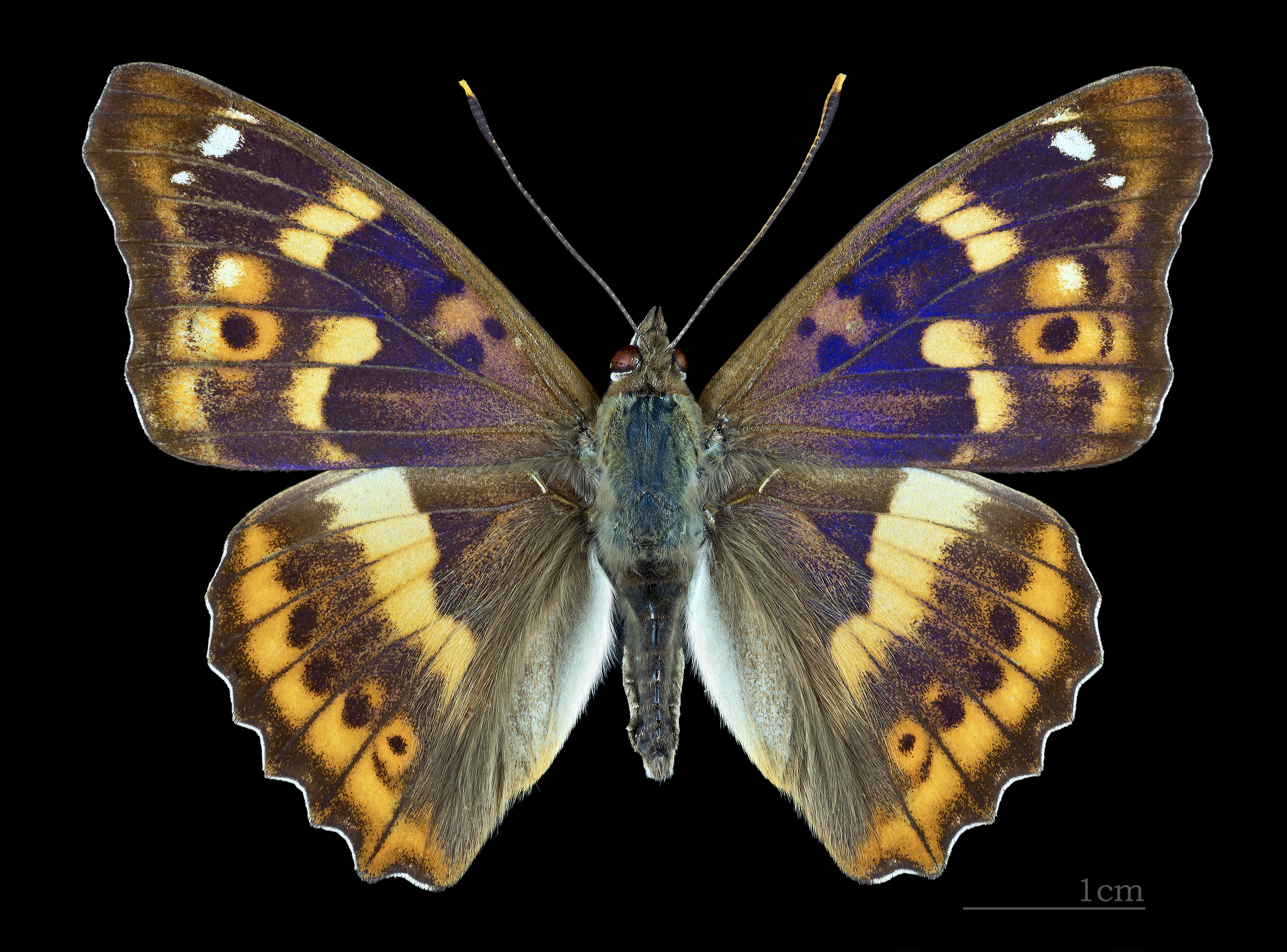
Forme clytie, avers.
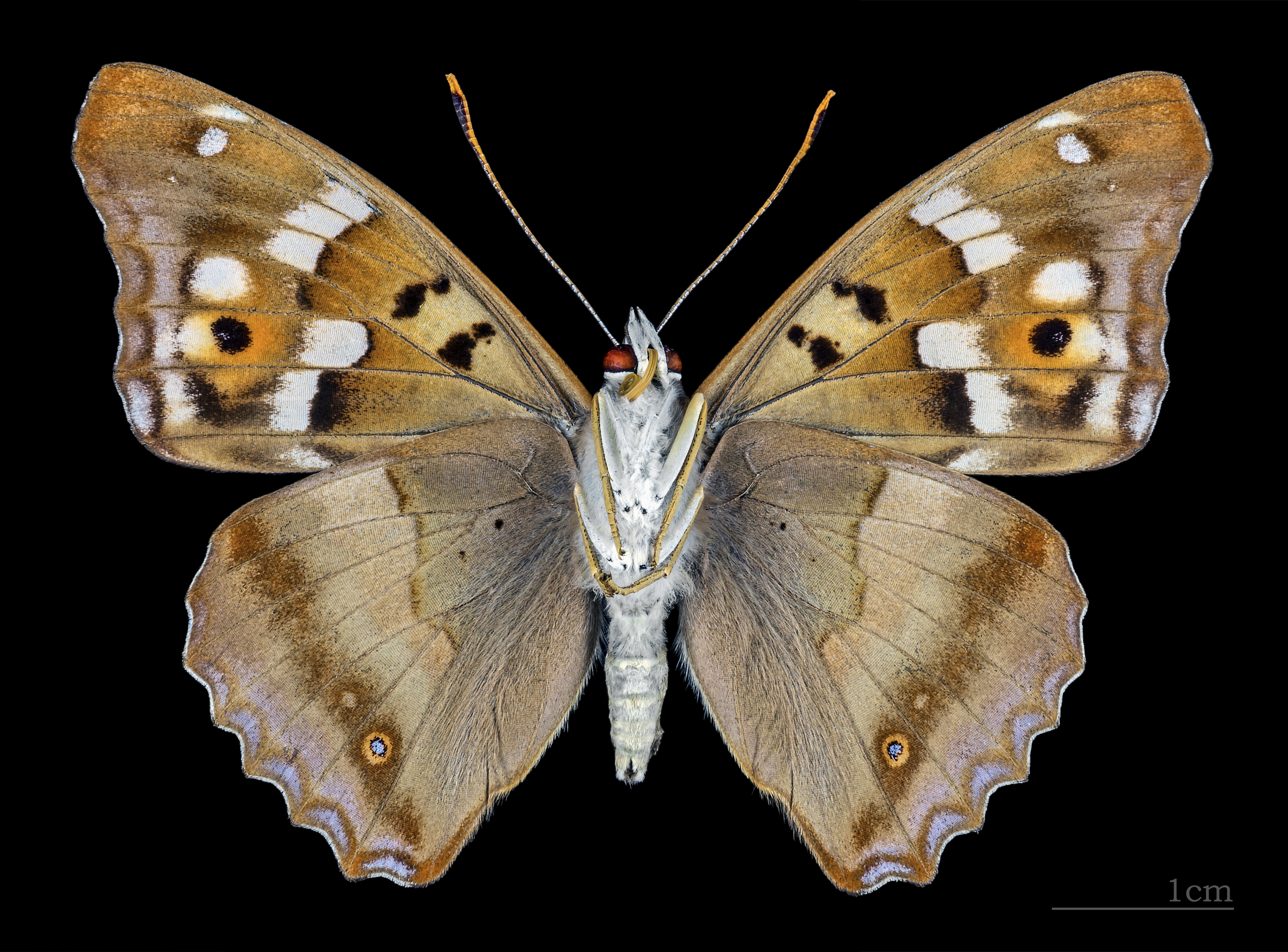
Forme clytie, revers.

## Le Petit mars changeant et l'Humain

### Noms vernaculaires
- en français : le Petit mars changeant
- en anglais : Lesser Purple Emperor
- en allemand : Kleiner Schillerfalter
- en néerlandais : kleine weerschijnvlinder

### Menaces sur son biotope
Certaines de ses plantes hôtes sont en régression au profit de clones de peupliers industriels cultivés en peupleraies plus exposées au vent, à la lumière et à la déshydratation que les forêts naturelles. Ces milieux sont également de plus en plus écologiquement fragmentés ou insularisés. Localement au moins, l'espèce pourrait être vulnérable au recul des peupliers "sauvages" autochtones et à l'intensification de la sylviculture (mise en culture, drainage, exploitation industrielle...), ainsi qu'aux  modifications climatiques locales et globales).

### Protection
Le Petit mars changeant n'est pas protégé au niveau européen. Il est protégé dans certains pays, en particulier, il figure en liste rouge en Autriche, en Allemagne (Bade-Wurtemberg et en Saxe) ainsi qu'en Suisse où des mesures de gestion sont absolument nécessaires.